# Virgil van Dijk
Pour les articles homonymes, voir Van Dijk.
Virgil van Dijk (prononcé en néerlandais : [ˈvɪr.d͡ʒɪl vɑn.ˈdɛik]), né le 8 juillet 1991 à Bréda aux Pays-Bas, est un footballeur international néerlandais qui évolue au poste de défenseur central à Liverpool.
Formé principalement au Willem II Tilburg, Van Dijk débute en professionnel avec le FC Groningue. En 2013, il signe pour le club écossais du Celtic FC, où il remporte ses premiers titres et devient international néerlandais. Deux saisons plus tard, il signe au Southampton FC en Premier League.
Révélé dans l'un des meilleurs championnats du monde, il rejoint le Liverpool FC à l'hiver 2018 devenant le défenseur le plus cher de l'histoire de la Premier League. Chez les Reds, il joue trois finales de Ligue des champions et remporte la compétition en 2019, et se révéle être l'un des meilleurs défenseurs au monde, en étant récompensé à ce titre par l'UEFA la même année.
Sur le plan international, Virgil van Dijk débute en équipe A des Pays-Bas en 2015. Il s'impose rapidement dans une équipe qui ne se qualifie pas pour l'Euro 2016 puis pour la Coupe du monde 2018. Les Pays-Bas sont ensuite finalistes de la Ligue des nations 2018-2019.

## Biographie

### Enfance et formation
Virgil van Dijk naît à Bréda d'un père néerlandais et d'une mère surinamaise. Il commence le football dans le club de Willem II. À cause d'une croissance tardive, il est jugé trop petit par ses formateurs alors qu'il évolue au poste de défenseur latéral droit et est proche d'être écarté du club à seize ans. Mais, durant la saison suivante, il grandit de vingt centimètres et s'impose comme capitaine de son équipe de jeune.

### Débuts au FC Groningue

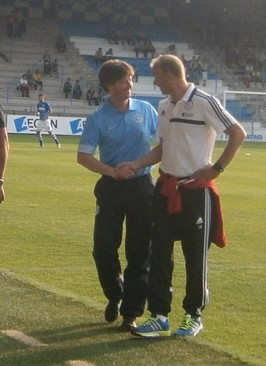
Pieter Huistra (à gauche) lance van Dijk en professionnel.

Arrivé librement au FC Groningue lors de l'été 2010, Virgil van Dijk commence la saison 2010-2011 avec l'équipe réserve. Pieter Huistra, ex-international néerlandais faisant aussi ses débuts comme entraîneur le fait débuter en professionnel le 1er mai 2011, en remplaçant Petter Andersson face à l'ADO La Haye.
Lors de la saison 2010-2011, Virgil joue défenseur central ou attaquant en fonction des rencontres. À la fin de la première année, il est déjà pleinement installé dans l'équipe première. Son coéquipier de l'époque Kees Kwakman se souvient, en 2018, de sa progression : « Au début, on s'est dit, « Ok c'est un joueur talentueux ». Au bout de quelques semaines, c'était « Ok, il a sa place dans le onze de départ », et puis au bout de six mois « Il n'a plus rien à faire chez nous, à Groningue » ».
Van Dijk inscrit ses deux premiers buts en professionnel le 29 mai 2011, face à l'ADO La Haye, lors d'un match de barrage pour la coupe d'Europe.
Durant l'exercice 2011-2012, van Dijk totalise vingt-trois apparitions en championnat néerlandais et se fait remarquer en inscrivant un but face au Feyenoord Rotterdam le 30 octobre 2011,.

### Celtic FC (2013-2015)

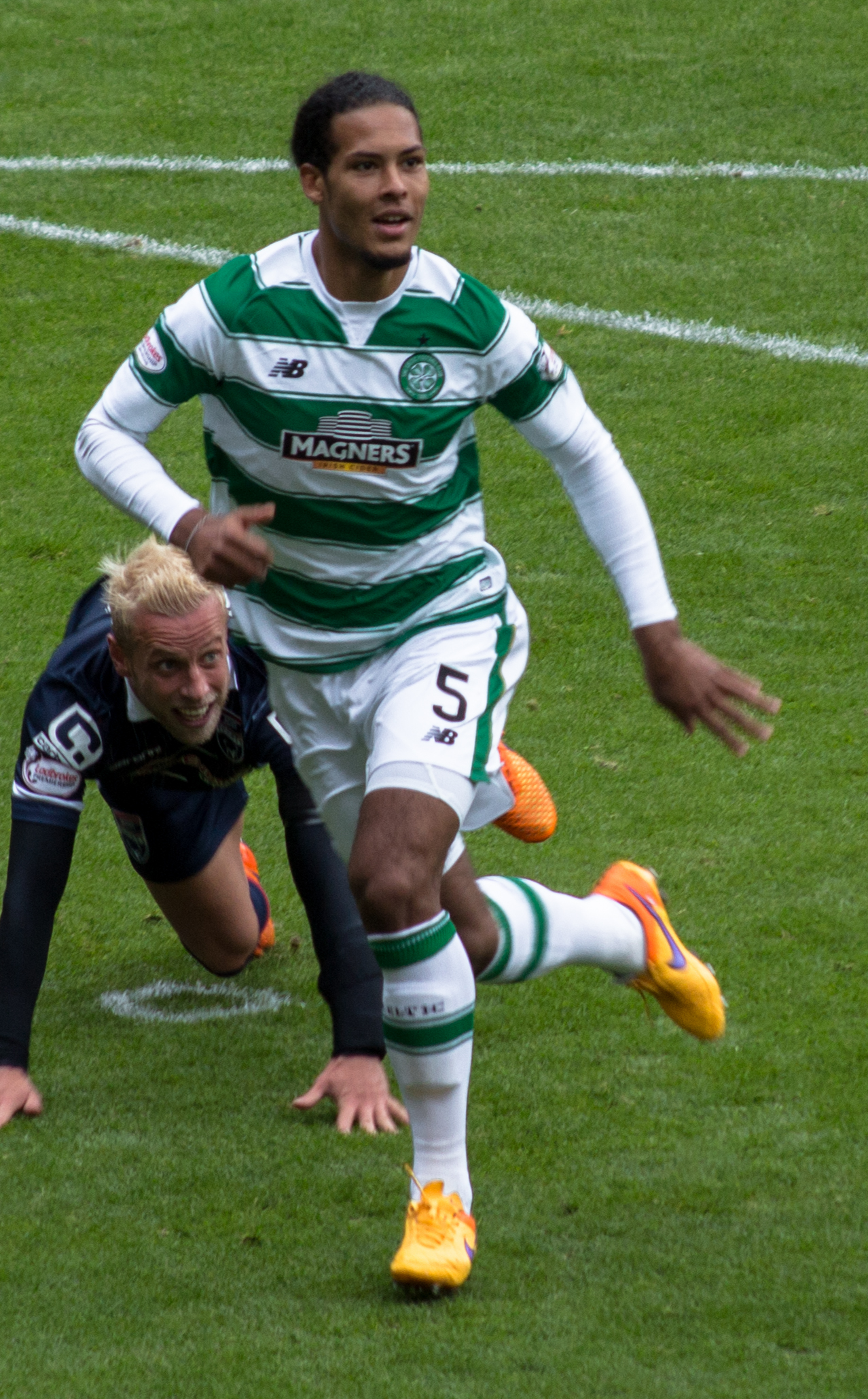
Virgil van Dijk avec le Celtic FC en août 2015.

Le 21 juin 2013, van Dijk signe pour quatre ans au Celtic FC. Le 17 août suivant, il fait ses débuts en remplaçant Efe Ambrose face à Aberdeen. Une semaine plus tard, il est titularisé pour la première fois lors d'un match nul 2-2 face à Inverness. Le 9 novembre 2013, il marque ses deux premiers buts avec le Celtic contre Ross County (1-4).
Le 22 juillet 2014, van Dijk se fait remarquer lors d'une rencontre qualificative pour la Ligue des champions 2014-2015 face au KR Reykjavik en marquant deux buts de la tête. Il permet ainsi à son équipe de s'imposer par quatre buts à zéro.
Durant la saison 2014-2015, van Dijk inscrit dix buts au total.
À l'été 2015, il demande son transfert afin de garantir sa présence en sélection pour l'Euro 2016 en France.
Triple champion d'Écosse et vainqueur d'une Coupe de la Ligue écossaise, van Dijk inscrit quinze buts en cent quinze matchs toutes compétitions confondues avec le Celtic FC.

### Southampton FC (2015-2017)
Le 1er septembre 2015, Virgil van Dijk s'engage pour cinq ans avec le Southampton FC contre treize millions d’euros, alors que Sunderland, Newcastle et Arsenal sont aussi sur son profil dans ces dernières heures du marché des transferts.
Il connaît sa première titularisation en Premier League lors de la cinquième journée face à West Bromwich Albion et dispute en intégralité tous les matchs de l'équipe de Ronald Koeman dans l'élite jusqu'à la fin d'année 2015. Il marque son premier but avec le club anglais à l'occasion d'un match face à Swansea City (victoire 3-1) le 26 septembre suivant. Le 7 mai 2016, il prolonge son contrat avec Southampton jusqu'en 2022.
Durant l'été 2017, van Dijk fait part aux dirigeants de Southampton de sa volonté de quitter le club pour rejoindre le Liverpool FC. Néanmoins, les Saints refusent de le laisser partir et lui infligent une amende. De plus, ils portent plainte contre Liverpool pour approche illégale du joueur. Van Dijk commence l'exercice 2017-2018 avec Southampton, jouant son premier match de la saison en entrant en jeu contre Crystal Palace le 16 septembre 2017, en championnat. Son équipe l'emporte par un but à zéro ce jour-là.

### Liverpool FC (depuis 2017)
Le 27 décembre 2017, le défenseur néerlandais s'engage finalement avec le Liverpool FC, le transfert prenant effet le 1er janvier 2018, à l'ouverture du marché des transferts hivernal. Il devient alors le défenseur le plus cher de l'histoire du football, ce transfert étant estimé à 84 millions d'euros.
Le 5 janvier 2018, il participe à sa première rencontre avec les Reds en étant titularisé lors d'un match de Coupe d'Angleterre lors du Derby du Merseyside contre Everton. Il se distingue en inscrivant le second but de son équipe, qui remporte le match 2-1. Pour la seconde partie de saison 2017-2018, il joue vingt-deux rencontres avec Liverpool qui se hisse jusqu'en finale de la Ligue des champions perdue contre le Real Madrid.
Vainqueur de la Ligue des champions 2018-2019, Virgil van Dijk reçoit le Prix UEFA du Meilleur joueur d'Europe de la saison. Au niveau national, il est le premier défenseur sacré joueur du mois depuis six ans en décembre 2018, termine vice-champion d'Angleterre avec Liverpool et est élu joueur de l'année PFA du championnat d'Angleterre, une première pour un défenseur depuis John Terry en 2005. Sur cet exercice, il est le joueur le plus utilisé des Reds, le troisième au nombre de ballons joués en Premier League, celui au plus de duels aériens gagnés et membre de la meilleure défense du championnat.
Le 13 août 2021, Virgil van Dijk prolonge son contrat avec Liverpool jusqu'en juin 2025.
Il réalise une bonne saison 2021-2022 ce qui lui permet d'être Nommé dans l'équipe-type de la FIFA FIFPro World11 en 2022. Il accompagne son équipe en finale de la Ligue des champions 2021-2022 pour la troisième fois en quatre ans.
Durant la saison 2022-2023, Virgil van Dijk joue un peu moins avec les Reds, il est auteur d'une saison moins prestigieuse mais reste quand même utilisé par Jürgen Klopp.
Après le départ de Jordan Henderson il est nommé nouveau capitaine des Reds pour la saison 2023-2024. Le 25 février 2024, il permet à son club de remporter la dixième coupe de la ligue de son histoire face à l'équipe de Chelsea. Lors des prolongations, il marque le but vainqueur de la tête sur un corner tiré par Kóstas Tsimíkas.

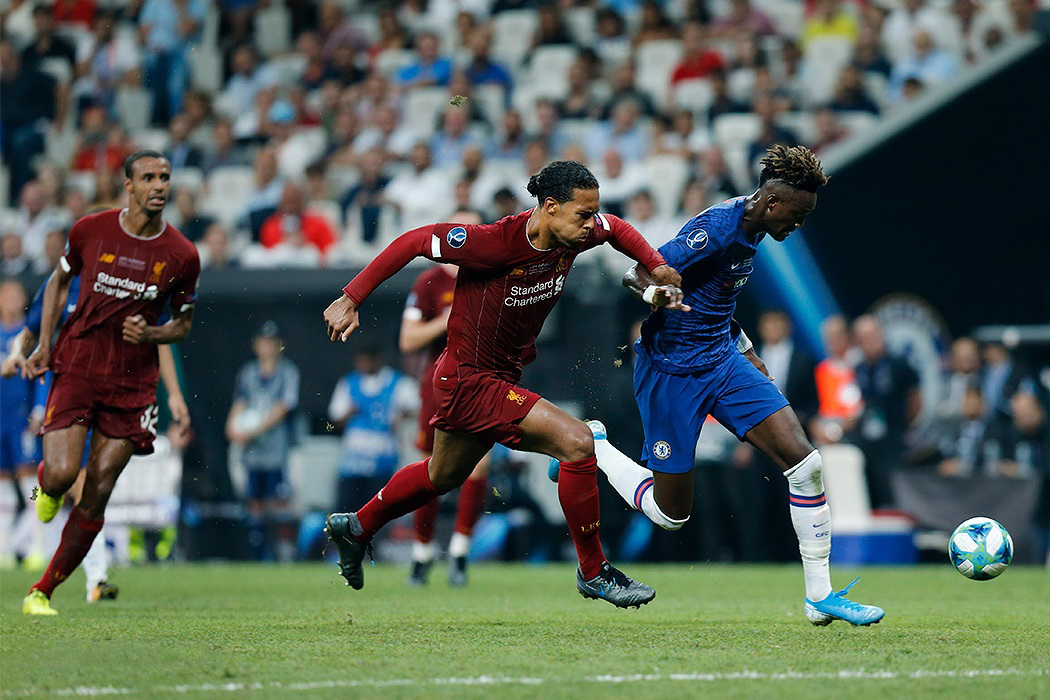
van Dijk lors de la Supercoupe de l'UEFA 2019.

Le 17 avril 2025, alors qu'il est en fin de contrat en juin, il prolonge son contrat avec Liverpool de deux ans, soit jusqu'en juin 2027.
Van Dijk participe au vingtième titre de champion d'Angleterre lors de la saison 2024-2024, les Reds étant officiellement sacrés le 27 avril 2025.

### En sélection
Virgil van Dijk compte trois sélections avec l'équipe des Pays-Bas espoirs, obtenues entre 2011 et 2013.
Virgil van Dijk honore sa première sélection avec l'équipe nationale des Pays-Bas le 10 octobre 2015 face au Kazakhstan. Il est titularisé et son équipe s'impose par deux buts à un.
Van Dijk inscrit son premier but en sélection le 26 mars 2018, lors d'un match amical contre le Portugal. Son équipe l'emporte par trois buts à zéro ce jour-là.
Blessé avec son club depuis le mois d'octobre 2020, il est contraint de déclarer forfait pour l'Euro 2020 prévu de juin à juillet 2021.
Le 11 novembre 2022, il est sélectionné par Louis van Gaal pour participer à la Coupe du monde 2022 en tant que capitaine de la sélection,. Lors de ce tournoi il prend part à tous les matchs de son équipe dans leur intégralité et l'équipe des Pays-Bas se hisse en quarts de finale, où elle est battue par l'Argentine après une séance de tirs au but,.
Le 29 mai 2024, il figure dans la liste des 26 joueurs néerlandais retenus par Ronald Koeman pour participer à l'Euro 2024. 

## Statistiques

### Par saison en club
| Saison                | Club                  | Championnat           | Championnat | Championnat | Coupe nationale | Coupe nationale | Coupe de la Ligue | Coupe de la Ligue | Supercoupe | Supercoupe | Compétition(s) continentale(s) | Compétition(s) continentale(s) | Compétition(s) continentale(s) | Play-offs | Play-offs | Supercoupe de l'UEFA | Supercoupe de l'UEFA | Coupe du monde des clubs | Coupe du monde des clubs | Total | Total |
| Saison                | Club                  | Division              | M.          | B.          | M.              | B.              | M.                | B.                | M.         | B.         | Comp.                          | M.                             | B.                             | M.        | B.        | M.                   | B.                   | M.                       | B.                       | M.    | B.    |
| 2010-2011             | FC Groningue          | Eredivisie            | 2           | 0           | -               | -               | -                 | -                 | -          | -          | -                              | -                              | -                              | 3         | 2         | -                    | -                    | -                        | -                        | 5     | 2     |
| 2011-2012             | FC Groningue          | Eredivisie            | 23          | 3           | 1               | 0               | -                 | -                 | -          | -          | -                              | -                              | -                              | -         | -         | -                    | -                    | -                        | -                        | 24    | 3     |
| 2012-2013             | FC Groningue          | Eredivisie            | 32          | 2           | 3               | 0               | -                 | -                 | -          | -          | -                              | -                              | -                              | 2         | 0         | -                    | -                    | -                        | -                        | 37    | 2     |
| Sous-total            | Sous-total            | Sous-total            | 57          | 5           | 4               | 0               | -                 | -                 | -          | -          | -                              | -                              | -                              | 5         | 2         | -                    | -                    | -                        | -                        | 66    | 7     |
| 2013-2014             | Celtic FC             | Scottish Premiership  | 36          | 5           | 2               | 0               | 1                 | 0                 | -          | -          | C1                             | 8                              | 0                              | -         | -         | -                    | -                    | -                        | -                        | 47    | 5     |
| 2014-2015             | Celtic FC             | Scottish Premiership  | 35          | 4           | 5               | 4               | 4                 | 0                 | -          | -          | C1+C3                          | 6+8                            | 2+0                            | -         | -         | -                    | -                    | -                        | -                        | 58    | 10    |
| 2015-2016             | Celtic FC             | Scottish Premiership  | 5           | 0           | -               | -               | -                 | -                 | -          | -          | C1                             | 5                              | 0                              | -         | -         | -                    | -                    | -                        | -                        | 10    | 0     |
| Sous-total            | Sous-total            | Sous-total            | 76          | 9           | 7               | 4               | 5                 | 0                 | -          | -          | -                              | 27                             | 2                              | -         | -         | -                    | -                    | -                        | -                        | 115   | 15    |
| 2015-2016             | Southampton FC        | Premier League        | 34          | 3           | 1               | 0               | 3                 | 0                 | -          | -          | -                              | -                              | -                              | -         | -         | -                    | -                    | -                        | -                        | 38    | 3     |
| 2016-2017             | Southampton FC        | Premier League        | 21          | 1           | 1               | 1               | 2                 | 0                 | -          | -          | C3                             | 6                              | 2                              | -         | -         | -                    | -                    | -                        | -                        | 30    | 4     |
| 2017-2018             | Southampton FC        | Premier League        | 12          | 0           | -               | -               | -                 | -                 | -          | -          | -                              | -                              | -                              | -         | -         | -                    | -                    | -                        | -                        | 12    | 0     |
| Sous-total            | Sous-total            | Sous-total            | 67          | 4           | 2               | 1               | 5                 | 0                 | -          | -          | -                              | 6                              | 2                              | -         | -         | -                    | -                    | -                        | -                        | 80    | 7     |
| 2017-2018             | Liverpool FC          | Premier League        | 14          | 0           | 2               | 1               | -                 | -                 | -          | -          | C1                             | 6                              | 0                              | -         | -         | -                    | -                    | -                        | -                        | 22    | 1     |
| 2018-2019             | Liverpool FC          | Premier League        | 38          | 4           | -               | -               | -                 | -                 | -          | -          | C1                             | 12                             | 2                              | -         | -         | -                    | -                    | -                        | -                        | 50    | 6     |
| 2019-2020             | Liverpool FC          | Premier League        | 38          | 5           | 1               | 0               | -                 | -                 | 1          | 0          | C1                             | 8                              | 0                              | -         | -         | 1                    | 0                    | 1                        | 0                        | 50    | 5     |
| 2020-2021             | Liverpool FC          | Premier League        | 5           | 1           | -               | -               | 2                 | 0                 | 1          | 0          | C1                             | -                              | -                              | -         | -         | -                    | -                    | -                        | -                        | 8     | 1     |
| 2021-2022             | Liverpool FC          | Premier League        | 34          | 3           | 5               | 0               | 3                 | 0                 | -          | -          | C1                             | 9                              | 0                              | -         | -         | -                    | -                    | -                        | -                        | 51    | 3     |
| 2022-2023             | Liverpool FC          | Premier League        | 32          | 3           | -               | -               | -                 | -                 | 1          | 0          | C1                             | 8                              | 0                              | -         | -         | -                    | -                    | -                        | -                        | 41    | 3     |
| 2023-2024             | Liverpool FC          | Premier League        | 36          | 2           | 3               | 1               | 4                 | 1                 | -          | -          | C3                             | 4                              | 0                              | -         | -         | -                    | -                    | -                        | -                        | 47    | 4     |
| 2024-2025             | Liverpool FC          | Premier League        | 37          | 2           | -               | -               | 3                 | 1                 | -          | -          | C1                             | 9                              | 1                              | -         | -         | -                    | -                    | -                        | -                        | 49    | 4     |
| Sous-total            | Sous-total            | Sous-total            | 234         | 20          | 11              | 2               | 12                | 2                 | 3          | 0          | -                              | 56                             | 3                              | -         | -         | 1                    | 0                    | 1                        | 0                        | 318   | 27    |
| Total sur la carrière | Total sur la carrière | Total sur la carrière | 435         | 38          | 24              | 7               | 22                | 2                 | 3          | 0          | -                              | 89                             | 7                              | 5         | 2         | 1                    | 0                    | 1                        | 0                        | 580   | 56    |

### Buts internationaux
|                                                                        | Date              | Lieu                                    | Adversaire  | Score | Résultat | Type de but | Passeur décisif  | Compétition                       |
| ---------------------------------------------------------------------- | ----------------- | --------------------------------------- | ----------- | ----- | -------- | ----------- | ---------------- | --------------------------------- |
| 1                                                                      | 26 mars 2018      | Stade de Genève, Genève, Suisse         | Portugal    | 3-0   | 3-0      | Pied droit  | Matthijs de Ligt | Match amical                      |
| 2                                                                      | 13 octobre 2018   | Johan Cruyff ArenA, Amsterdam, Pays-Bas | Allemagne   | 1-0   | 3-0      | Tête        |                  | Ligue des nations 2018-2019       |
| 3                                                                      | 19 novembre 2018  | Veltins-Arena, Gelsenkirchen, Allemagne | Allemagne   | 2-2   | 2-2      | Pied droit  |                  | Ligue des nations 2018-2019       |
| 4                                                                      | 21 mars 2019      | Stade de Feyenoord, Rotterdam, Pays-Bas | Biélorussie | 4-0   | 4-0      | Tête        | Memphis Depay    | Éliminatoires Euro 2020           |
| 5                                                                      | 11 octobre 2021   | Stade de Feyenoord, Rotterdam, Pays-Bas | Gibraltar   | 1-0   | 6-0      | Tête        | Memphis Depay    | Coupe du monde 2022-Eliminatoires |
| 6                                                                      | 25 septembre 2022 | Johan Cruyff ArenA, Amsterdam, Pays-Bas | Belgique    | 1-0   | 1-0      | Tête        | Cody Gakpo       | Ligue des nations 2022-2023       |
| Total : 6 buts inscrits en 49 matchs (2 du pied droit et 4 de la tête) |                   |                                         |             |       |          |             |                  |                                   |

## Palmarès
| Celtic FC (4)                                                                                           | Liverpool FC (9) | Pays-Bas                                |
| --- | --- | --------------------------------------- |
| - Championnat d’Écosse (3) - Champion : 2014, 2015 et 2016. - Coupe de la Ligue (1) - Vainqueur : 2015. | - Ligue des champions (1) - Vainqueur : 2019. - Finaliste : 2018 et 2022. - Premier League (2) - Champion : 2020 ,2025 - Vice-champion : 2019 et 2022. - Supercoupe de l'UEFA (1) - Vainqueur : 2019. - Coupe du monde des clubs (1) - Vainqueur : 2019. - Coupe de la Ligue (2) - Vainqueur : 2022 et 2024. - Coupe d'Angleterre (1) - Vainqueur : 2022. - Community Shield (1) - Vainqueur : 2022. - Finaliste : 2019 et 2020. | - Ligue des nations - Finaliste : 2019. |

### Distinctions personnelles
- Deuxième du Ballon d'or en 2019[40].
- Deuxième Meilleur footballeur de l'année FIFA en 2019.
- Prix UEFA du Meilleur joueur d'Europe en 2019[41],[42].
- Meilleur défenseur de l'année UEFA en 2019[43].
- Nommé dans l'équipe-type de la Ligue des champions en 2018-2019[44].
- Nommé dans l'équipe-type de la FIFA FIFPro World11 en 2019, 2020 et 2022
- Nommé dans l'équipe-type de l'année UEFA en 2018, 2019 et 2020
- Nommé dans l'équipe-type du Championnat d'Angleterre en 2019, 2020, 2022, 2024 et 2025.
- Nommé dans l'équipe-type de Scottish Premier League en 2014 et 2015.
- Joueur du mois du championnat d'Angleterre en décembre 2018[25].
- Joueur de l'année PFA du Championnat d'Angleterre en 2019[45],[46].
- Premier League Player of the Season en 2019[47].
- Meilleur joueur de la Finale de la Ligue des champions de l'UEFA 2018-2019[48].

### Classements de van Dijk au Ballon d’Or
| Années | Classements                                                                                   | % des suffrages                                                                               | Clubs                                                                                         | Vainqueurs                                                                                    |
| ------ | --------------------------------------------------------------------------------------------- | --------------------------------------------------------------------------------------------- | --------------------------------------------------------------------------------------------- | --------------------------------------------------------------------------------------------- |
| 2019   | 2e                                                                                            | 24,11 %                                                                                       | Liverpool FC                                                                                  | Lionel Messi (24,36 %)                                                                        |
| 2020   | Non attribué faute de conditions équitables suffisantes en raison de la pandémie de Covid-19. | Non attribué faute de conditions équitables suffisantes en raison de la pandémie de Covid-19. | Non attribué faute de conditions équitables suffisantes en raison de la pandémie de Covid-19. | Non attribué faute de conditions équitables suffisantes en raison de la pandémie de Covid-19. |
| 2022   | 16e                                                                                           | 0,07%                                                                                         | Liverpool FC                                                                                  | Karim Benzema (36,90%)                                                                        |

## Parrainage, partenariats et sponsors

### Jeu vidéo
Virgil van Dijk fait la couverture de l'édition Champions du jeu FIFA 20.